# 483454 Hosszukatinka
483454 Hosszukatinka este o planetă minoră (asteroid) din centura de asteroizi. A fost descoperită pe 13 ianuarie 2002 la Piszkéstetői Obszervatórium⁠(d) de  și a fost numită după Katinka Hosszú. 
Obiectul prezintă o orbită caracterizată de o semiaxă mare de 2,3902361726619 UAi, o excentricitate de 0,12872790640123, o înclinație de 1,1785473463383 ° în raport cu ecliptica.